# 헝가리 자연사 박물관
헝가리 자연사 박물관(헝가리어: Magyar Természettudományi Múzeum)은 헝가리 부다페스트에 있는 자연사 박물관이다. 